# Телемско абатство
Телемското абатство (от гръцки: θəliːmə – „желание“) е образ на утопично общество, пресъздаден в серията романи „Гаргантюа и Пантагрюел“ на френския писател хуманист Франсоа Рабле. В описанието му Рабле въплъщава представата си за съвършено устроената държава. Това е място, което се основава на доброто и се ръководи не от правила, а само от волята и желанията на своите обитатели.
Последните глави от първата книга са посветени на това защо е построено Телемското абатство, как и с какви средства е построено то и как живеят телемитите.

## История на Телемското абатство
След победата във войната с Пикрошол Грангузие награждава всички герои. Раздава им съдове и украшения от злато и скъпоценни камъни. От своята собствена каса дава на всеки по 1 млн. 200 хил. екю, а също и замъци и земи, каквито сами си изберат. На брат Жан Зъботрошача предлага да го направи абат на едно или дори две абатства, но монахът категорично му отказва. Брат Жан иска позволение да построи абатство, такова каквото той сам си представя. Гаргантюа се съгласява веднага и дава някои мъдри съвети на основателя на новата обител: „Не бива да го ограждате, тъй както всички други абатства са оградени с високи стени…В манастирите всичко е размерено, разчетено и съобразено с часове, ще наредим в новия да няма ни часовник, ни циферблат и всяка работа да се върши както и когато е удобно…От глупаво по-глупаво е да се съобразяваш със звъна на някакъв часовник, а не с изискванията на здравия смисъл и разума“. Двамата приятели се разпореждат в Телемското абатство „да бъдат приемани само хубавици, представителни и сговорчиви, и само хубавци, представителни и сговорчиви“. По-нататък обсъждат трите обета, които обикновено дават монасите – за целомъдрие, беднота и смирение. Решено е в Телемското абатство монасите да влизат в законен брак, да забогатяват и да се радват на пълна свобода. Възрастовият ценз при постъпване в обителта за жените се предвижда от десет до петнайсет години, а за мъжете – от дванайсет до осемнайсет.

## Построяване на Телемското абатство
За построяване и обзавеждане на абатството Гаргантюа отпуска в брой над 2 млн. овне и милиони екю. За издръжката на обитателите ще се получава ежегодна годишна рента. Зданието е 6-етажно и е построено във вид на шестоъгълник с големи кръгли кули в ъглите. В него има 9032 апартамента, състоящи се от всекидневна, тоалетна, гардеробна, място за молитва и коридор, който води към голямата зала. Между две от кулите има обширни библиотеки, където се съхраняват латински, гръцки, еврейски, френски, италиански и испански книги.

## Надпис на главната порта на Телемската обител
Над входната врата на обителта е разположен дълъг надпис в стихове. Чрез този надпис създателите на абатството посочват като нежелани гости безбожниците и лицемерите, угодниците и позьорите, „злодеите безподобни и поповете с долен нрав“, „архиепископи и писари угодни / грабители на чест и на блага народни“, скъперници и лихвари, „лапачи на блага, погазващи закона“, „бъбривци заслепени, потисници мъже, печални и ревнивци“, „простаци и скопци и дядовци лъстиви“.
Телемското абатство е готово да приеме радушно и подслони в покоите си „хора на труда почтени, радостни и сговорливи, здрави, читави и живи“, „сеньори честни и рицари чудесни“, „дами съвършени…с божествени лица и погледи смирени, с държание добро и с мъдрост надарени“. „Чест, хвала и добър ден,
Хора на труда почтен,
радостни и сговорливи,
здрави, читави и живи,
чуйте втори път от мен,
чест, хвала и добър ден.“

## Жилищата на телемитите
Дамските помещения са разположени между кулите Арктика и Месембрина. За развлечение на жените са построени спортно игрище, хиподрум, театър, басейни за плаване и чудесни къпални, снабдени с всичко необходимо и с благовонна вода. Край реката има красив парк с цветни лехи. Овощната градина е пълна с всевъзможни плодни дръвчета. В дъното има огромна гора, която е пълна с дивеч. Обитателите на абатството се развличат също на манежите за игра с малка и голяма топка, на стрелбището и в двора за дресиране на соколи. Пред вратите на дамските жилища са разположили витрините си парфюмеристи и коафьори

## Облекло на монасите и монахините в Телемската обител
Дрехите на жените са в ярки цветове – яркочервени, розови, виолетови, жълти. Изработени са от скъпи платове – кадифе, коприна, тафта. Всички дрехи са избродирани, украсени с ширити, панделки или обшити с перли. Шапките се сменят според сезоните, а броениците, пръстените и огърлиците са от рубини, брилянти, сапфири, изумруди, тюркоази, гранати и ахати. Мъжете имат своя мода, но между тях цари „такова съгласие, че и едните и другите се обличат в дрехи от един и същи плат и от един и същ цвят“.

## Животът на телемитите
В Телемското абатство има едно-единствено правило: „Прави каквото щеш“. Животът на телемитите е подчинен само на тяхната добра воля и на желанията им. Те стават, ядат, пият и работят когато решат. Рабле смята, че „свободните хора, родени и възпитани от добри родители и движили се в почтено общество, притежават вроден инстинкт и вътрешна сила, която те назовават чест и която постоянно ги напътства към добри дела и ги отклонява от порока. Когато низки страсти или пагубни влияния смутят духа им, те се уповават на своя благороден, издълбоко идещ стремеж, който естествено ги насочва към добродетелта, за да отхвърлят от себе си ярема на робството, тъй като ние всякога се стремим към запретеното и жадуваме за онова, което ни отказват.“

## Телемското абатство на Алистър Кроули
В началото на 20 век в Чефалу на о-в Сицилия е създадено общество, наречено „Абатство Телема“. Негов създател е Алистър Кроули Той е роден в семейството на известни проповедници и още от малък е възпитан в любов към Бога. По време на обучението си в Кеймбриджкия университет той се присъединява към окултно общество, в което се изучава магия, Кабала, таро, алхимия, астрология и други нестандартни дисциплини. През 1920 г. заминава за Сицилия, където създава ново общество с девиза „Прави каквото щеш“. Скоро то става известно със своите оргии, безчинства и охолство. Мусолини, по молба на приближените си, заповядва на Кроули да напусне страната заедно със своите последователи. Те намират радушен прием в Германия и се установяват там. Според слуховете Хитлер е вдъхновен от идеите на Кроули и става негов ученик и участва в оргиите.